# Repêchage d'expansion de la LNH 1992
Ne pas confondre avec le repêchage d'entrée dans la LNH 1992.
1991 1993
Le repêchage d'expansion de la Ligue nationale de hockey de 1992 fut la porte d'entrée des Sénateurs d'Ottawa et du Lightning de Tampa Bay. 
Le repêchage se tient le 18 juin 1992, soit deux jours avant le repêchage d'entrée dans la LNH 1992.

## Le repêchage

### Choix des Sénateurs d'Ottawa
| Joueur             | Position | Repêché de             |
| ------------------ | -------- | ---------------------- |
| Peter Sidorkiewicz | G        | Whalers de Hartford    |
| Mark Laforest      | G        | Rangers de New York    |
| Brad Shaw          | D        | Devils du New Jersey   |
| Darren Rumble      | D        | Flyers de Philadelphie |
| Dominic Lavoie     | D        | Blues de Saint-Louis   |
| Brad Miller        | D        | Sabres de Buffalo      |
| Ken Hammond        | D        | Bruins de Boston       |
| Kent Paynter       | D        | Jets de Winnipeg       |
| John Van Kessel    | D        | Kings de Los Angeles   |
| Sylvain Turgeon    | AG       | Canadiens de Montréal  |
| Mike Peluso        | AG       | Blackhawks de Chicago  |
| Rob Murphy (en)    | C        | Canucks de Vancouver   |
| Mark Lamb          | C        | Oilers d'Edmonton      |
| Laurie Boschman    | C        | Devils du New Jersey   |
| Jim Thomson        | C        | Kings de Los Angeles   |
| Lonnie Loach       | AG       | Red Wings de Détroit   |
| Mark Freer         | C        | Flyers de Philadelphie |
| Chris Lindberg     | AG       | Flames de Calgary      |
| Jeff Lazaro        | AD       | Bruins de Boston       |
| Darcy Loewen       | AG       | Bruins de Boston       |
| Blair Atcheynum    | AD       | Whalers de Hartford    |

### Choix du Lightning de Tampa Bay
| Joueur            | Position | Repêché de               |
| ----------------- | -------- | ------------------------ |
| Wendell Young     | G        | Penguins de Pittsburgh   |
| Frédéric Chabot   | G        | Canadiens de Montréal    |
| Rob Ramage        | D        | North Stars du Minnesota |
| Doug Crossman     | D        | Nordiques de Québec      |
| Joe Reekie        | D        | Islanders de New York    |
| Peter Taglianetti | D        | Penguins de Pittsburgh   |
| Keith Osborne     | AD       | Maple Leafs de Toronto   |
| Shayne Stevenson  | C        | Bruins de Boston         |
| Anatoli Semionov  | C        | Oilers d'Edmonton        |
| Tim Bergland      | AD       | Capitals de Washington   |
| Rob DiMaio        | C/AD     | Islanders de New York    |
| Brian Bradley     | A        | Maple Leafs de Toronto   |
| Adam Creighton    | C        | Islanders de New York    |
| Mike Hartman      | AG       | Jets de Winnipeg         |
| Bob McGill        | D        | Sharks de San José       |
| Steve Maltais     | AG       | Nordiques de Québec      |
| Michel Mongeau    | C        | Blues de Saint-Louis     |
| Basil McRae       | AG       | North Stars du Minnesota |